# Attentatet mot Ronald Reagan 1981
Attentatet mot Ronald Reagan 1981 var ett försök att mörda USA:s president Ronald Reagan utanför Washington Hilton Hotel i Washington, D.C. den 30 mars 1981. Reagan blev träffad av ett skott och sårades. Attentatsmannen var John Hinckley, Jr. Ingen dödades, men Vita husets pressekreterare James Brady förlamades och blev permanent handikappad.
Attentatsmannen skall, då han bodde i Hollywood under 1970-talet, ha inspirerats av filmen Taxi Driver (1976) och sett den minst 15 gånger, och identifierat sig starkt med Travis Bickle (spelad av Robert De Niro).